# Gelis caudatulus
Gelis caudatulus là một loài tò vò trong họ Ichneumonidae.